# Данверс (Міннесота)
Данверс (англ. Danvers) — місто (англ. city) в США, в окрузі Свіфт штату Міннесота. Населення — 103 особи (2020).

## Географія
Данверс розташований за координатами 45°16′51″ пн. ш. 95°45′21″ зх. д. / 45.28083° пн. ш. 95.75583° зх. д. (45.280905, -95.755758).  За даними Бюро перепису населення США в 2010 році місто мало площу 1,92 км², уся площа — суходіл. В 2017 році площа становила 1,80 км², уся площа — суходіл.

## Демографія
Згідно з переписом 2010 року, у місті мешкало 97 осіб у 40 домогосподарствах у складі 28 родин. Густота населення становила 50 осіб/км².  Було 45 помешкань (23/км²).
Расовий склад населення:
| - 97,9 % — білих - 1,0 % — осіб інших рас |

До двох чи більше рас належало 1,0 %. Частка іспаномовних становила 1,0 % від усіх жителів.
За віковим діапазоном населення розподілялося таким чином: 25,8 % — особи молодші 18 років, 59,8 % — особи у віці 18—64 років, 14,4 % — особи у віці 65 років та старші. Медіана віку мешканця становила 41,5 року. На 100 осіб жіночої статі у місті припадало 110,9 чоловіків;  на 100 жінок у віці від 18 років та старших — 118,2 чоловіків також старших 18 років.
Середній дохід на одне домашнє господарство  становив 64 070 доларів США (медіана — 54 375), а середній дохід на одну сім'ю — 65 465 доларів (медіана — 53 125). За межею бідності перебувало 12,9 % осіб, у тому числі 23,5 % дітей у віці до 18 років та 0,0 % осіб у віці 65 років та старших.
Цивільне працевлаштоване населення становило 64 особи. Основні галузі зайнятості: виробництво — 32,8 %, освіта, охорона здоров'я та соціальна допомога — 32,8 %, роздрібна торгівля — 7,8 %, науковці, спеціалісти, менеджери — 4,7 %.